# Haute École d'ingénierie et d'architecture de Fribourg
 (mai 2024).
Si vous disposez d'ouvrages ou d'articles de référence ou si vous connaissez des sites web de qualité traitant du thème abordé ici, merci de compléter l'article en donnant les références utiles à sa vérifiabilité et en les liant à la section « Notes et références ».
La Haute École d'ingénierie et d'architecture de Fribourg (HEIA-FR, précédemment appelée École d'ingénieurs et d'architectes de Fribourg) est un établissement d’enseignement supérieur, qui appartient au réseau de la Haute École spécialisée de Suisse occidentale, et se situe à Fribourg, en Suisse.

## Formation

### Formation Bachelor of Science
- Bachelor of Science HES-SO en génie civil
- Bachelor of Science HES-SO en chimie
- Bachelor of Science HES-SO en informatique et systèmes de communication
- Bachelor of Science HES-SO en génie mécanique
- Bachelor of Science HES-SO en génie électrique

### Formation Bachelor of Arts
- Bachelor of Arts HES-SO en architecture

### Formation Master of Science
- Master of Science HES-SO en ingénierie
- Master of Science HES-SO en sciences de la vie

### Formation Master of Arts
- Master of Arts HES-SO en architecture

## Histoire
(février 2012).

### XIXesiècle
Le 27 juin 1884, les Chambres fédérales ratifient l’Ordonnance concernant la formation professionnelle artisanale et industrielle. À ce titre, le canton de Fribourg se voit attribuer une subvention pour l'enseignement professionnel.
En 1895, pour répondre aux exigences et aux objectifs de formation nécessaires mis en place par les milieux économiques fribourgeois, le Conseiller d'État responsable de l'instruction publique Georges Python décide, avec le Conseiller d'État chargé du Département de l'intérieur Emile Savoy et des notables des milieux scolaires, politiques et économiques, de créer une École des Métiers,.
Le 14 janvier 1896, l'École des Métiers ouvre ses portes. Jusqu'en 1899 elle proposera des formations en mécanique de précision, en électrotechnique, en construction de bâtiments, en menuiserie et ébénisterie, et en vannerie. Puis, dès 1899 l'École crée une section technique pour répondre aux besoins du marché.

### XXesiècle
Le 22 mars 1901, l'École devient le Technicum cantonal.

En 1956 et 1958 s'ouvrent successivement les Écoles-ateliers de radioélectricité et de dessinateurs de machines. Dès 1959, la section de génie civil voit le jour.
En 1974, une section chimie est créée pour répondre aux demandes croissantes de l'industrie et des entreprises chimiques implantées dans le canton. Quatre ans plus tard, le 1er septembre 1978, le Technicum devient l'École d'ingénieurs de Fribourg. L'École des Métiers de Fribourg en restera affiliée jusqu'en 1989,.
En 1985, la section informatique de l'École d'ingénieurs de Fribourg voit le jour.
En 1992, la section de télécommunications voit le jour.
En 1998, la Haute École spécialisée de Suisse occidentale (HES-SO) voit le jour et l'EIA-FR en devient membre.

### XXIesiècle
En 2001 la création de la Haute École fribourgeoise de technique et de gestion (HEF-TG) permet de regrouper l'École d'ingénieurs et d'architectes de Fribourg et la Haute École de gestion de Fribourg (HEG).
En 2004, l'introduction du modèle de Bologne opère une réforme du paysage de la formation :
En 2005, l'EIA-FR introduit un plan d'études Master en architecture.
En 2006, l'EIA-FR introduit un plan d'études de Bachelor.
En 2009, l'EIA-FR introduit des plans d'études Master en ingénierie et en sciences de la vie.
Depuis 2014, l'EIA-FR mène des recherches interdisciplinaires dédiées au futur de l'habitat au sein du Smart Living Lab, en collaboration avec l'EPFL et l'Université de Fribourg.
Dès le 1er janvier 2015, l’École d’ingénieurs et d’architectes de Fribourg (EIA-FR) change de nom et devient la Haute École d’ingénierie et d’architecture de Fribourg (HEIA-FR). Son nom en allemand demeure inchangé : Hochschule für Technik und Architektur Freiburg (HTA-FR).

## Personnalités liées à l'école
- François Hemmer, directeur de 1980 à 2002
- Conrad Lutz